# María Estella
María Estella del Valle (San Felíu de Guixols, Gerona, España, 10 de junio de 1994), conocida solo como Estella, es una futbolista española. Juega de defensa y su equipo actual es el Granadilla Tenerife de la Primera División de España.

## Estadísticas
Actualizado al último partido disputado el 15 de noviembre de 2020
| L'Estartit · España                      |               |               |     |    |   |   |   |     |     |    |
| 1.ª                                      | 2010-11       | 12            | 0   | 0  | 0 | 0 | 0 | 12  | 0   |    |
| 1.ª                                      | 2011-12       | 31            | 0   | 0  | 0 | 0 | 0 | 31  | 0   |    |
| Total club                               | Total club    | 43            | 0   | 0  | 0 | 0 | 0 | 43  | 0   |    |
| Sant Gabriel · España                    |               |               |     |    |   |   |   |     |     |    |
| 1.ª                                      | 2012-13       | 25            | 2   | 0  | 0 | 0 | 0 | 25  | 2   |    |
| 1.ª                                      | 2013-14       | 25            | 0   | 0  | 0 | 0 | 0 | 25  | 0   |    |
| Total club                               | Total club    | 50            | 2   | 0  | 0 | 0 | 0 | 50  | 2   |    |
| Espanyol · España                        |               |               |     |    |   |   |   |     |     |    |
| 1.ª                                      | 2014-15       | 25            | 1   | 0  | 0 | 0 | 0 | 25  | 1   |    |
| Total club                               | Total club    | 25            | 1   | 0  | 0 | 0 | 0 | 25  | 1   |    |
| Granadilla Tenerife · España             |               |               |     |    |   |   |   |     |     |    |
| 1.ª                                      | 2015-16       | 24            | 2   | 0  | 0 | 0 | 0 | 24  | 2   |    |
| 1.ª                                      | 2016-17       | 25            | 2   | 0  | 0 | 0 | 0 | 25  | 2   |    |
| 1.ª                                      | 2017-18       | 30            | 3   | 0  | 0 | 0 | 0 | 30  | 3   |    |
| 1.ª                                      | 2018-19       | 16            | 2   | 4  | 0 | 0 | 0 | 20  | 2   |    |
| 1.ª                                      | 2019-20       | 16            | 0   | 0  | 0 | 0 | 0 | 16  | 0   |    |
| 1.ª                                      | 2020-21       | 4             | 0   | 0  | 0 | 0 | 0 | 4   | 0   |    |
| Total club                               | Total club    | 115           | 9   | 4  | 0 | 0 | 0 | 119 | 9   |    |
| Total carrera                            | Total carrera | Total carrera | 233 | 12 | 4 | 0 | 0 | 0   | 237 | 12 |
| (1) Incluye datos de la Copa de la Reina |               |               |     |    |   |   |   |     |     |    |